# Louis Duvernois
Pour les articles homonymes, voir Duvernois.
Louis Duvernois est un journaliste et homme politique français, membre du groupe Les Républicains (LR) au Sénat et du groupe Alliance de la droite, du centre et des indépendants à l'Assemblée des Français de l'étranger. 

## Biographie
Né le 17 mai 1941 au Creusot (Saône-et-Loire) Louis Duvernois est diplômé de l’École supérieure de commerce de Dijon et du Centre de formation des journalistes de Paris. En 1965, il commence sa carrière comme correspondant de l’'Agence France-Presse au Canada. Il poursuit sa carrière comme rédacteur en chef du service étranger au quotidien Le Soleil de Québec, puis il est conseiller technique au ministère des communications du Québec, avant de devenir correspondant auprès de l’ONU dans le cadre du Programme des Nations unies pour le développement . 
En 1985, il est élu délégué des Français du Canada au Conseil supérieur des Français de l’étranger où il participe en 1995 à la création du groupe du Rassemblement des Français de l'étranger (RFE). 
Louis Duvernois est élu sénateur des Français établis hors de France le 23 septembre 2001. Il n'est pas réélu en septembre 2017.
Il soutient François Fillon pour la primaire présidentielle des Républicains de 2016.
Il parraine Laurent Wauquiez pour le congrès des Républicains de 2017, scrutin lors duquel est élu le président du parti.